# Certbot
Certbot (z anglických slov Certification robot) je automatizovaný nástroj pro vystavení, správu a odebírání certifikátů Let's Encrypt, které se používají k šifrování komunikace na internetu prostřednictvím protokolu HTTPS. Certbot podporuje většinu běžně dostupných webových serverů (Apache, Nginx, HAProxy a Plesk), díky čemuž je jeho nasazení možné prakticky na libovolném stroji. Jde o otevřený software vyráběný neziskovou organizací Electronic Frontier Foundation.

## Význam
Certifikační autorita Let's Encrypt umožňuje bezplatné vložení jejich certifikátu s platností 3 měsíců zdarma na libovolný server a pro libovolnou doménu na internetu. Vzhledem k tomu, že jsou certifikáty poskytovány zdarma, bylo potřeba zjistit způsob, jak je efektivně instalovat a vyhnout se nutnosti zřídit technickou podporu nováčků. Druhým problémovým faktorem je také fakt, že vystavené certifikáty mají platnost pouze 3 měsíce, proto byl vyvíjen tlak na nasazení automatických nástrojů, které budou certifikáty po celém internetu pravidelně obnovovat. Certbot všechny tyto úkoly zajišťuje.

## Příklad získání certifikátu
Na začátku se vypne webový server (je důležité uvolnit port 80), například následujícím příkazem:
```
$ 
sudo
 
systemctl
 
stop
 
nginx

```

Následuje rozhodnutí, zda je potřeba certifikát vystavit pouze pro jednu doménu nebo pro více zároveň (například pro example.com a zároveň pro www.example.com).
- Pro jednu doménu se používá pouze příkaz „certbot“ a Certbot bude interaktivně klást otázky, jak certifikát vygenerovat a nainstalovat.
- Pro více domén zároveň se použije tento příkaz: $ certbot certonly --standalone -d example.com -d www.example.com

Po úspěšném vystavení a instalaci certifikátu server opět spustíme příkazem (pro Ngnix „sudo systemctl start nginx“, pro Apache „sudo service apache2 restart“).

## Obnova certifikátu
Obnova se provádí pomocí následujícího příkazu: 
```
$ 
certbot
 
renew
 
--dry-run

```

 po odstranění testovacího parametru. Často je však užitečné nastavit automatický proces obnovy. To lze vyřešit například záznamem souboru „crontab“, který spustí úlohu pravidelně první den v každém měsíci v čase 01:01:
```
1
 
1
 
1
 
*
 
*
 
sudo
 
certbot
 
renew

```